# Хронологија Народноослободилачке борбе мај 1943.
Хронолошки преглед важнијих догађаја везаних за Народноослободилачку борбу народа Југославије, који су се десили током маја месеца 1943. године:
| ← април | ← април | ← април | ← април | ← април | ← април | ← април | ← април | ← април | Хронологија Народноослободилачке борбе у 1943. | Хронологија Народноослободилачке борбе у 1943. | Хронологија Народноослободилачке борбе у 1943. | Хронологија Народноослободилачке борбе у 1943. | Хронологија Народноослободилачке борбе у 1943. | Хронологија Народноослободилачке борбе у 1943. | Хронологија Народноослободилачке борбе у 1943. | Хронологија Народноослободилачке борбе у 1943. | Хронологија Народноослободилачке борбе у 1943. | Хронологија Народноослободилачке борбе у 1943. | Хронологија Народноослободилачке борбе у 1943. | Хронологија Народноослободилачке борбе у 1943. | Хронологија Народноослободилачке борбе у 1943. | Хронологија Народноослободилачке борбе у 1943. | Хронологија Народноослободилачке борбе у 1943. | јун → | јун → | јун → | јун → | јун → | јун → | јун → |
| 1       | 2       | 3       | 4       | 5       | 6       | 7       | 8       | 9       | 10                                             | 11                                             | 12                                             | 13                                             | 14                                             | 15                                             | 16                                             | 17                                             | 18                                             | 19                                             | 20                                             | 21                                             | 22                                             | 23                                             | 24                                             | 25    | 26    | 27    | 28    | 29    | 30    | 31    |

### 1. мај
- Делови 55. пука италијанске дивизије „Марке” и четничке невесињске бригаде бригаде одбацили заштитне делове Десете херцеговачке ударне бригаде према Улогу и заузели село Плужине, код Невесиња. У току ове борбе погинуо је командир Треће чете Четвртог батаљона Вуко Торовић (1926—1943), народни херој.[1]

### 14. мај
- У периоду од 14. маја до 7. јуна на стрелишту у Јајинцима, код Београда у три групе стрељано 70 жена заточеница логора на Бањици. У првој групи, 14. маја стрељана је група истакнутих жена-комуниста — Јелена Ћетковић, Дринка Павловић, Кристина Ковачевић, Јулија Делере, Славка Ђурђевић-Ђуричић, Олга Т. Јовановић, Олга М. Јовановић, Ружа Јовановић, Катица Ћирић, Олга Кршул, Нада Божовић-Ђорђевић, Лепосава Михаиловић, Данијела Сикимић, Вера Ђокић-Радосављевић, Нада Ђокић-Матијевић, Лепосава Переги-Цвејић, Јелена Ракић, Јелена Цветковић, Симка Ђорђевић, Персида Станојевић, Зорка Николић и Цвета Николић.[2]

### 23. мај
- У селу Рајковцу, код Тополе, четници заклали сарадницу НОП-а Даринку Радовић (1896—1943), као и њене ћерке четрнаестогодишњу Станку и двадесетогодишњу Радмилу. После рата Даринка је проглашена за народног хероја.

### 24. мај
- На одсеку Фоча-Шћепан поље Прва пролетерска дивизија, ојачана Дринском оперативном групом, покушала пробој преко реке Дрине. Увођењем јаких резервних снага у борбу, немачка 118. ловачка дивизија је спречила пробој, па су напади сутрадан обновљени уз обострано велике губитке. Међу великим бројем погинулих партизанских бораца, налазили су се и народни хероји: Раде Милићевић, политички комесар чете, Вујадин Зоговић, заменик командира чете и Јово Радуловић, борац-бомбаш, сва тројица из Прве пролетерске бригаде. У овим борбама тешко је рањен и командант Четвртог батаљона Прве пролетерске бригаде Живан Маричић, народни херој, који је касније преминуо.

### 27. мај
- У току ноћу 27/28. маја у рејону Жабљака спустила се падобраном прва Савезничка војна мисија у НОВ и ПОЈ. Ова мисија је послата по наређењу британског команданта за Средњи исток, а сачињавало је шест људи. На челу мисије налазили су се британски официри — Бил Стјуарт и Вилијам Дикин.